# Pheidole aglae
Pheidole aglae är en myrart som beskrevs av Auguste-Henri Forel 1913. Pheidole aglae ingår i släktet Pheidole och familjen myror. Inga underarter finns listade i Catalogue of Life.